# Erechtia gilvitarsi
Erechtia gilvitarsi är en insektsart som beskrevs av Goding. Erechtia gilvitarsi ingår i släktet Erechtia och familjen hornstritar. Inga underarter finns listade i Catalogue of Life.